# Jane B. par Agnès V.
Jane B. par Agnès V. is een Franse dramafilm uit 1988 onder regie van Agnès Varda.

## Verhaal
De film is een ogenschijnlijke documentaire over de actrice Jane Birkin, die is opgebouwd uit vraaggesprekken en filmfragmenten. In de film worden spiegelbeelden en doolhoven gebruikt, waarin Birkin onder meer optreedt als Calamity Jane en Jeanne d'Arc en poseert in tableaux naar schilderijen van Bosch, Dalí en Titiaan.

## Rolverdeling
| Acteur            | Personage                                  |
| ----------------- | ------------------------------------------ |
| Jane Birkin       | Calamity Jane / Claude Jade / Jeanne d'Arc |
| Jean-Pierre Léaud | Prikkelbare geliefde                       |
| Philippe Léotard  | Schilder / moordenaar                      |
| Farid Chopel      | Koloniaal                                  |
| Alain Souchon     | Lezer van Verlaine                         |
| Serge Gainsbourg  | Zichzelf                                   |
| Laura Betti       | Lardy                                      |
| Monique Godard    | Vrouw                                      |
| Ian Marshall      | Deurwaarder                                |